# TV10
TV10 är en TV-kanal från Viaplay Group med inriktning på dokumentärer som startade 7 september 2010. I samband med lanseringen av TV10 lades ZTV ned.
Vid starten fanns kanalen hos flera operatörer som Boxer, Comhem, Telia, Tele2 och Viasat. Från början tog kanalen över alla sportevenemang från Viasats övriga TV-kanaler. Under 2011 började dock TV3 och TV6 återigen sända sport. Bland annat har kanalen sänt amerikansk fotboll från NFL, basket, boxning och Champions League-fotboll. Kanalen är delvis reklamfinansierad, men kanalen kostar även extra hos de flesta operatörer.
TV10 direktsände bland annat Sveriges EM-kvalmatch i fotboll mot San Marino den 7 september 2010. Kanalen tog även över morgonprogrammet Rivstart från TV6. TV10 sände även World Cup i bandy 2010 den 17 oktober; man visade semifinalerna och finalen som spelades i Göransson Arena, Sandviken.

## Mottagande
Publiken var starkt kritisk när det beslutades att TV10 skulle sända EM-kvalmatchen mellan Sverige och San Marino 2010, eftersom bara 70% av hushållen hade tillgång till kanalen, medan systerkanalerna TV3 och TV6 nådde 85% av hushållen.